# Jan Magnusson (friidrottare)
Jan Carl-Gustaf Magnusson, född 20 mars 1929 i Kungsgården, Ovansjö socken, död 19 januari 2017 i Vallentuna, var en svensk friidrottare (längdhopp). Han vann SM-guld i längdhopp åren 1952 och 1953 och brons 1955.
Han startade i en liten gästrikeklubb, Kungsgårdens SK och tävlade sedan för Gefle IF och Bromma IF. Han vann JSM-silver 1948 och gjorde nio landskamper 1952–1955 där han fick två segrar. Hans bästa resultat, båda från 1955, är 7,36 samt 7,47 med lite för stark medvind.
Jan Magnusson är gravsatt i minneslunden på Vallentuna kyrkogård.